# Listă de filme cu demoni
Aceasta este o listă de filme și seriale în care apar demoni, îngeri decăzuți, Diavolul, Lucifer, Satana:

## Filme cu demoni
- 976-EVIL
- A Christmas Horror Story
- Alias Nick Beal
- The Alchemist Cookbook
- Alucarda
- Amityville II: The Possession
- Angel on My Shoulder
- Annabelle
- Annabelle Comes Home
- Annabelle: Creation
- Army of Darkness
- Antrum
- At the Devil's Door (aka Home)
- Ava's Possessions
- The Babadook[1]
- Bedazzled (1967)
- Bedazzled (2000)
- Bedeviled[2]
- Bill & Ted's Bogus Journey
- The Blackcoat's Daughter
- The Blood on Satan's Claw[3]
- Bloody Mallory[4]
- Cellar Dweller
- Children of the Corn
- A Chinese Ghost Story[5]
- The Chosen
- The Church
- The Conjuring Universe
- The Conjuring
- The Conjuring 2
- Constantine
- Countdown
- Credo
- The Crucifixion
- Cry of the Banshee
- The Curse of Sleeping Beauty
- Dead Before Dawn
- The Demon's Rook
- Damn Yankees
- Dark Angel: The Ascent[6]
- Dark Waters
- The Day of the Beast
- Deathgasm[7]
- Demon Hunter[8]
- Demon Knight
- Demons
- Demons 2
- The Demons of Ludlow
- Demon House
- Drag Me to Hell
- Devil in My Ride
- The Devil Inside
- The Devil's Advocate
- The Devil's Carnival
- The Devil's Carnival: Alleluia!
- The Devil's Nightmare
- The Devil's Rock
- Dante's Inferno (1924)
- Dante's Inferno: An Animated Epic[9]
- Demon Slayer: Kimetsu no Yaiba the Movie: Mugen Train
- The Devil and Daniel Webster
- The Devil and Max Devlin
- Devil's Den
- Doctor Strange[10]
- Dogma
- Dominion: Prequel to the Exorcist
- Don't Kill It[11]
- Doom
- Doom: Annihilation
- Drive Angry[12]
- End of Days
- End of the Line
- Equinox
- The Evil[13]
- The Evil Dead
- Evil Dead
- Evil Dead 2
- Evilspeak
- The Evil Within
- The Exorcist
- The Exorcist: Italian Style
- Exorcist II: The Heretic
- The Exorcist III
- Exorcist: The Beginning
- Fallen
- Fantasia
- Farm House
- Faust
- Faust: Love of the Damned[14]
- Flesh for the Beast[15]
- Forever Evil
- Frailty
- The Frighteners
- Funny Man[16]
- The Gate
- Geometria
- Ghost Rider
- Ghost Rider: Spirit of Vengeance
- Gods of Egypt
- The Golden Child
- Hell and Back
- Hell Baby
- Hell's Highway
- Hellbenders[17]
- Hellbound[18]
- Hellboy (2004)
- Hellboy (2019)
- Hellboy II: The Golden Army
- Hellboy: Blood and Iron
- Hellboy: Sword of Storms
- Hellraiser
- Hellbound: Hellraiser II
- Hellraiser III: Hell on Earth
- Hellraiser: Bloodline
- Hellraiser: Inferno
- Hellraiser: Hellseeker
- Hellraiser: Deader
- Hellraiser: Hellworld
- Hellraiser: Revelations
- Hellraiser: Judgment
- Hereditary
- The Heretics
- Highway to Hell
- Horns
- Host
- House on Willow Street
- The House with a Clock in Its Walls
- Hulk: Where Monsters Dwell
- I, Frankenstein[19]
- Idle Hands[20]
- Inner Demons
- Incarnate
- Insidious
- It (2017)
- It Chapter Two (2019)
- Jack-O[21]
- Jack O'Lantern[22]
- Jeepers Creepers[23]
- Jeepers Creepers 2
- Jeepers Creepers 3
- Jennifer's Body
- JeruZalem
- Joey
- Justice League Dark
- Justice League Dark: Apokolips War
- Justice League: The Flashpoint Paradox
- The Keep
- King Arthur: Legend of the Sword
- Knights of Badassdom
- Krampus
- Krampus: The Devil Returns
- Krampus: The Reckoning
- Krampus Unleashed
- Kuwaresma
- The Last Exorcism
- Legend
- Lights Out
- Little Evil
- Little Nicky
- Lo
- Manborg[24]
- Mara
- Mausoleum
- Mercy
- The Minion
- Mirrors
- Mortal Kombat Legends: Scorpion's Revenge
- My Demon Lover
- Ne Zha
- Needful Things
- Nekrotronic[25]
- Nightbreed
- Night of the Demon (1957)
- Night of the Demons (1988)
- Night of the Demons (2009)
- Night of the Demons 2
- Night of the Demons 3
- The New Mutants[26]
- The Nun
- The Omen (1976)
- The Omen (2006)
- Damien: Omen II
- Omen III: The Final Conflict
- Omen IV: The Awakening
- Paranormal Activity
- Paranormal Activity 2
- Paranormal Activity 3
- Paranormal Activity 4
- Paranormal Activity: The Marked Ones
- Paranormal Activity 2: Tokyo Night
- Pari
- The Possessed
- The Possession
- The Possession of Hannah Grace
- The Possession of Michael King
- The Princess and the Frog
- The Prophecy
- Princess Mononoke
- Pumpkinhead[27]
- Pumpkinhead II: Blood Wings
- Pumpkinhead: Ashes to Ashes
- Pumpkinhead: Blood Feud
- Pyewacket
- The Queen of Spades (1916)
- The Queen of Spades (1949)
- Rec
- Rec 2
- Rec 3: Genesis
- REC 4: Apocalypse
- Rosemary's Baby
- Satan's Slave[28]
- Satanic Panic
- Season of the Witch
- Seklusyon
- The Sentinel (1977)
- The Seventh Curse[29]
- Semum
- Seventh Moon
- Shazam!
- Shortcut to Happiness
- Sinister
- Sinister 2
- Siren
- Slayers - The Motion Picture
- Someone Behind You
- Sometimes They Come Back Again
- The Soul of a Monster (1944)
- South Park: Bigger, Longer & Uncut (1999)
- Space Jam: A New Legacy[30]
- Spawn
- Stephen King's The Stand
- The Student of Prague (1913)
- The Student of Prague (1926)
- The Student of Prague (1935)
- Tales of Halloween[31]
- Teen Titans Go! vs. Teen Titans
- Teenage Exorcist
- Terror Toons
- This Is the End
- Thor: Ragnarok[32]
- TMNT
- Truth or Dare (2018)
- Ultramarines: A Warhammer 40,000 Movie
- The Unholy
- V/H/S[33]
- Violent Shit
- The Wailing[34]
- What Dreams May Come
- Where the Dead Go to Die[35]
- Wicked City[36]
- The Wind
- The Witch[37]

## Seriale TV
- 666 Park Avenue
- Aladdin (serial indian)
- American Horror Story: Asylum
- American Horror Story: Apocalypse
- American Horror Story: Hotel
- Angel (1999)
- Angel's Friends
- Ash vs Evil Dead
- Being Human
- Brimstone
- Britannia
- Buffy the Vampire Slayer
- Castlevania
- Charmed
- Chinese Paladin
- Chinese Paladin 3
- Crazyhead
- Dæmonicus
- The Dæmons
- Dark Tales
- Demons
- Die Hand Die Verletzt
- Disenchantment
- Doctor Who: The Satan Pit
- The Fairies of Liaozhai
- I, Robot... You, Jane
- Journey to the West (1986)
- Journey to the West (1996)
- Journey to the West (2010)
- Journey to the West (2011)
- Justice Bao (1993)
- Kamen Rider Hibiki
- The Little Fairy
- Masters of Horror: Fair-Haired Child
- Neighbors from Hell
- Painted Skin
- Power Rangers Lightspeed Rescue
- Reaper
- The Stand (Virus mortal)
- Touched by an Angel
- Storm of the Century
- Supernatural
- Ugly Americans
- Un-Go
- Woodland Critter Christmas
- The X-Files: Terms of Endearment
- Xuan-Yuan Sword: Scar of Sky
- Your Pretty Face Is Going to Hell

## Vezi și
- Listă de filme cu îngeri
- Listă de filme cu vrăjitoare